# Rheumaptera costipunctaria
Rheumaptera costipunctaria là một loài bướm đêm trong họ Geometridae.